# Balkläge

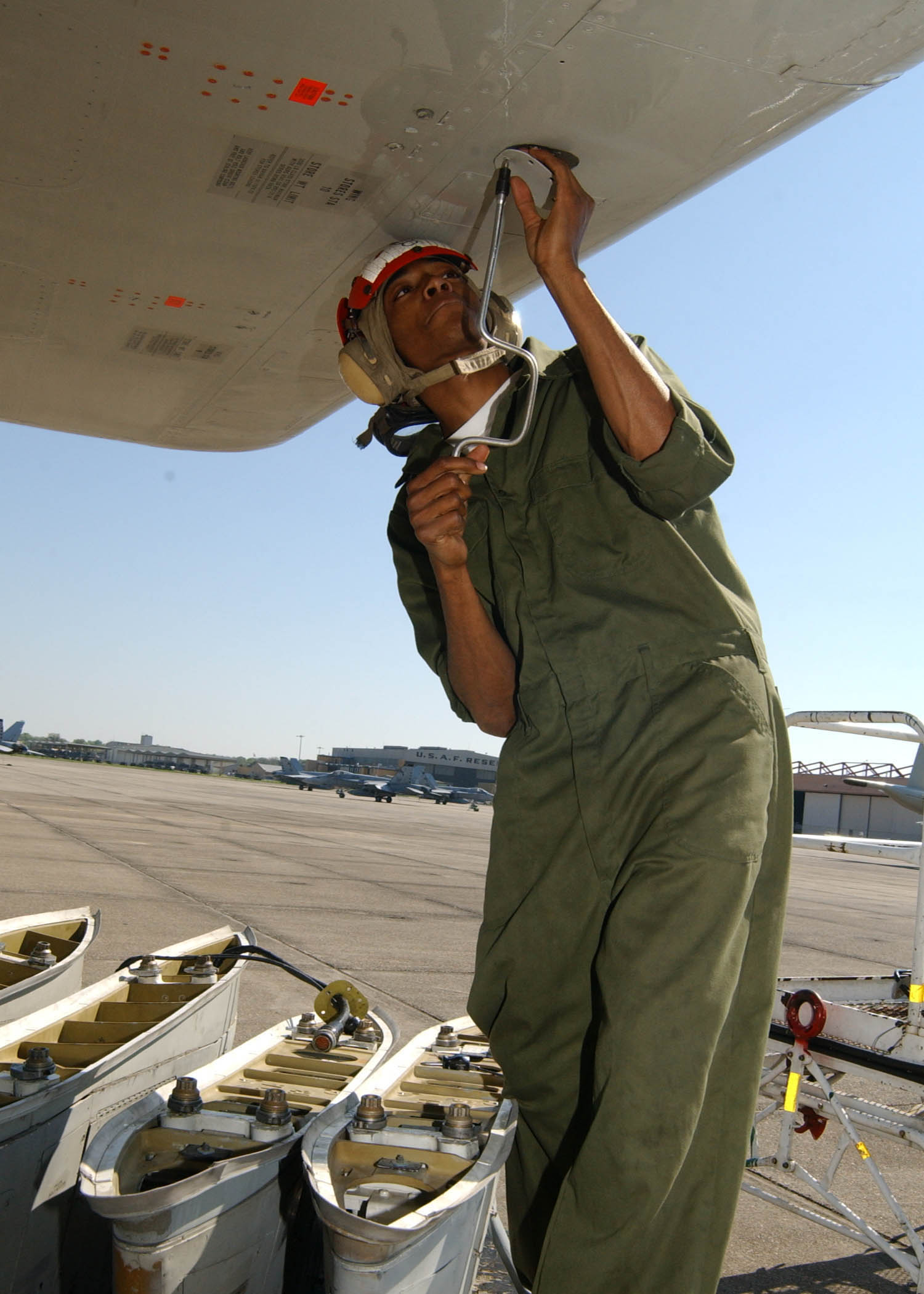
Amerikansk flygmekaniker förbereder balklägen för montering av vapenbalkar.

Balkläge, mer specifikt upphängningspunkt (engelska: hardpoint), är interna eller externa punkter på flygplan och helikopter utformade med anordningar för upphängning av olika laster, så kallad upphängningsanordning. Balkläge hänvisar egentligen till upphängningspunkter avsedda för montering av så kallade lastbalkar eller upphängningsbalkar (engelska: pylon), avlånga utskott som agerar medium mellan balkläge och last och är den vanligaste upphängningsmetoden i modern tid. Dock förekommer upphängningspunkter ej avsedda för balk, där last istället hängs upp dikt an mot läget, utan märkbart medium.
Upphängningspunkter sitter vanligen externt på vingar eller flygkropp och består då i grunden av en förstärkning i konstruktionen där man kan skruva fast en lastbalk, balja, kapsel eller liknande. Upphängningspunkter förekommer även internt på flygfordon, vanligen i så kallade bombrum(en) eller vapenrum (även bombmagasin eller bombfack för mindre eller uppdelade anordningar), vilka är interna utrymmen bakom luckor menade att hålla flygbomber eller annan bestyckning hos stridsflygplan.

## Balkar
Traditionellt finns det två huvudtyper av balkar: vapenbalkar och motorbalkar.

### Vapenbalk

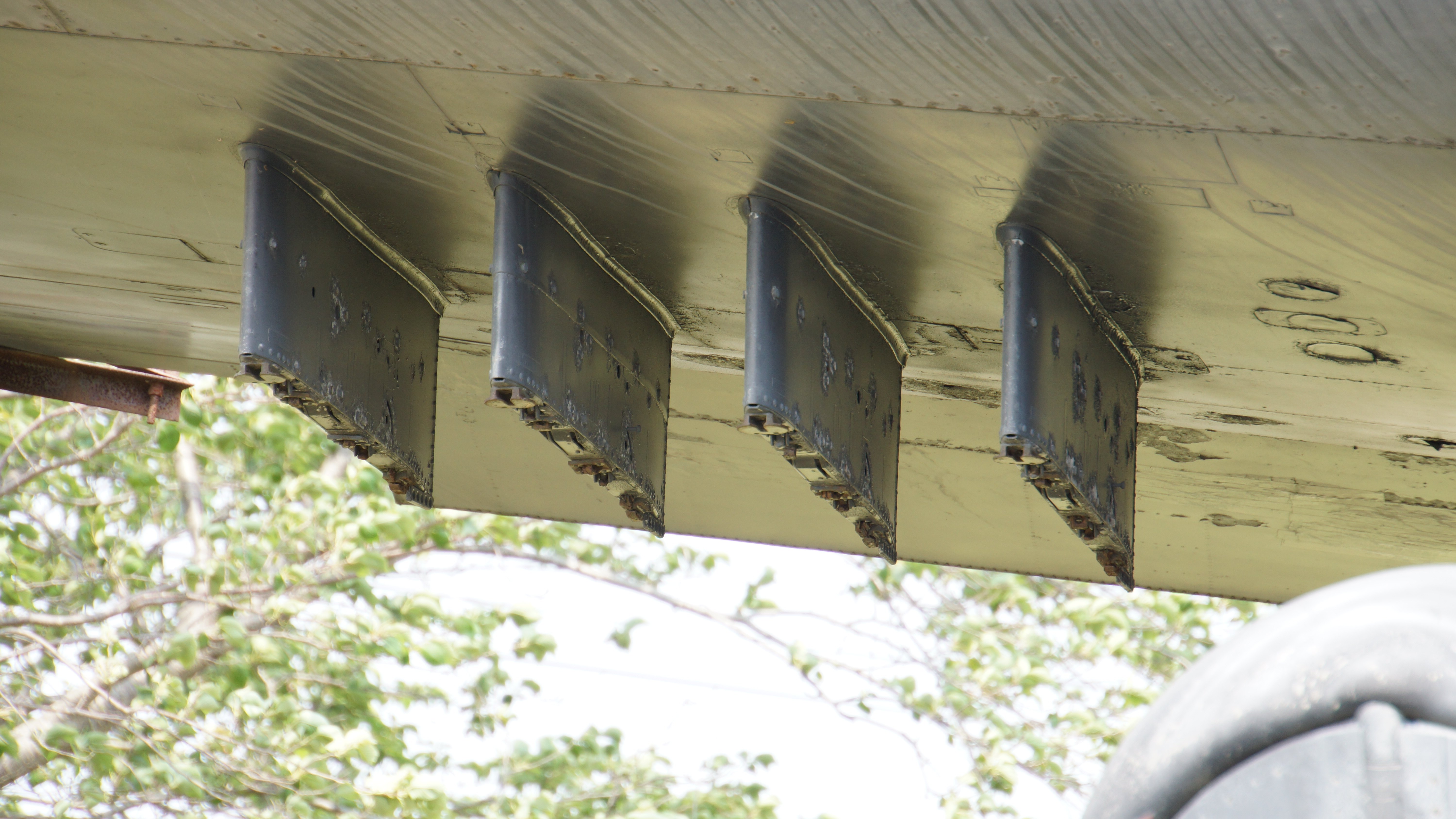
Vapenbalkar

Vapenbalk, även kallad beväpningsbalk med mera, är en balk menad att bära vapenlaster som flygbomber, raketer, robotar eller vapenkapslar, alternativt andra militära medel som motmedel eller fälltankar.
Olika vapenlaster kräver olika typer av fällnings- och antändningsmekanismer för att fungera och därför finns det flera olika typer av vapenbalkar. I många fall behövs även tillägg för att montera olika typer av laster på vapenbalkar. Några klassiska exempel är bombställ för montering av bomber och raketskenor för montering av raketer.
Till exempel släpps bomber (och fälltankar) klassiskt mekaniskt. Detta sker normalt genom att bomben är monterad på en krok via en bombögla. Kroken är kopplad till ett så kallat bomblås som sedan krokar ur bomböglan vid bombfällning.
Raketskjutning och robotskjutning sker elektriskt då de vanligen inte sitter fast, utan sitter på en skena, en typ av tågspår, eller T-formade knappar, vilka har ett stopp den bakre änden som förhindrar raketen att flyga av bakåt när flygplanet åker framåt. Dessa antänds elektriskt och flyger av skenan framåt.
Raketer och robotar av större storlek brukar ha både mekanisk fällning och elektrisk avfyrning. Detta då deras stora raketmotor skulle skada flygplanet om de avfyrades från en skena tätt intill flygplanet. Vid avfyrning antänds motorn elektrisk med fördröjning. Sedan fälls raketen eller roboten likt en bomb för att sedan gå igång när den fallit ur flygplanets riskzon.

### Motorbalk

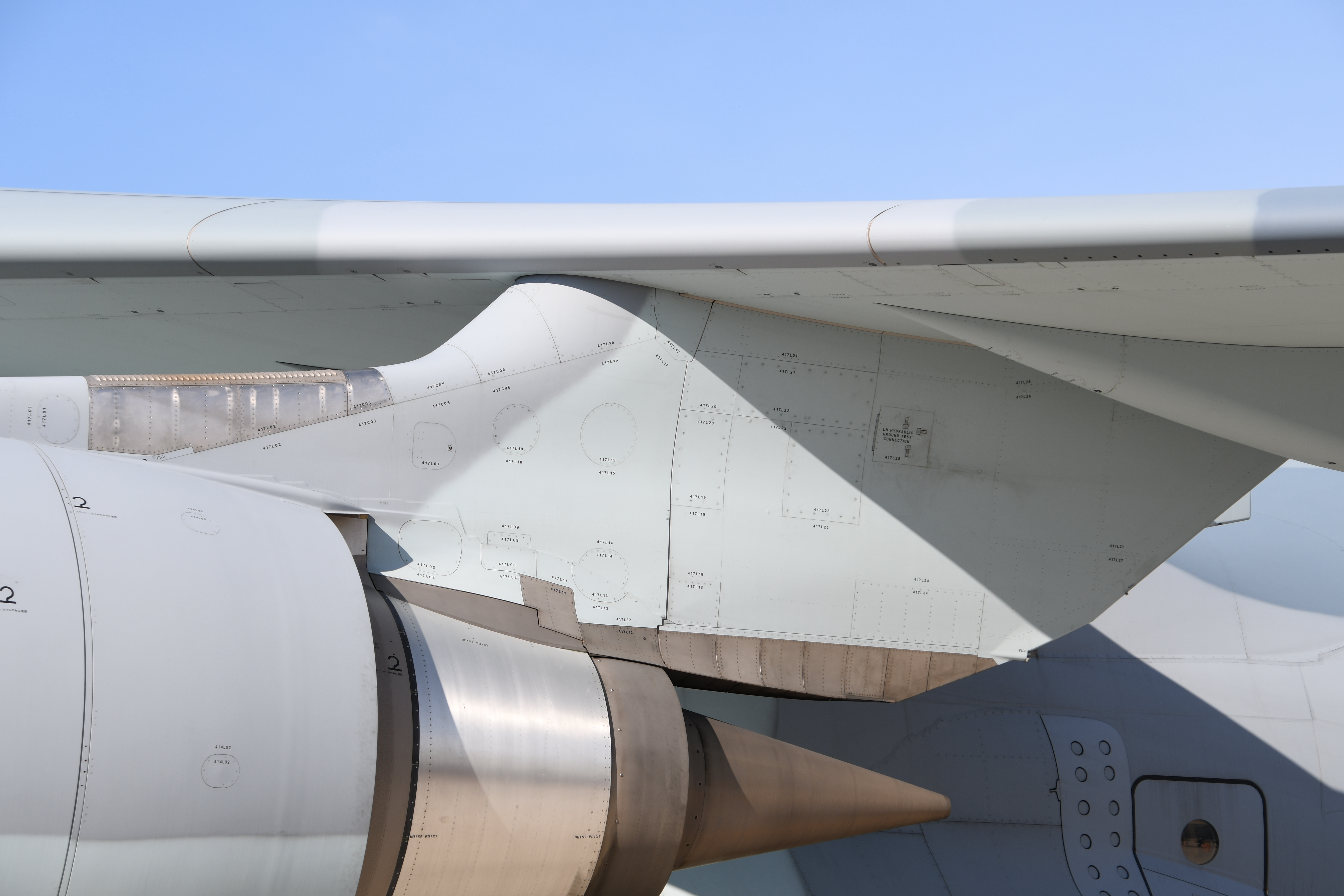
Motorbalk

Motorbalk är en balk menad att bära en flygmotor. Detta är en typ av motorkonfiguration och är mer permanent än en vapenbalk som ofta monteras på och av beroende på ett flygplans uppdrag. Denna typ av motorkonfiguration är i modern tid normalt förknippad med stora last- och passagerarflygplan då många moderna modeller har sina motorer på motorbalkar.
Motorbalkar innehåller en stor rad tekniska lösningar för att fungera. Bortom allt nödvändigt som kontrollenheter och bränsleslangar är de till exempel extremt robusta då flygmotorer väger extremt mycket.